# Shireen Abu Akleh

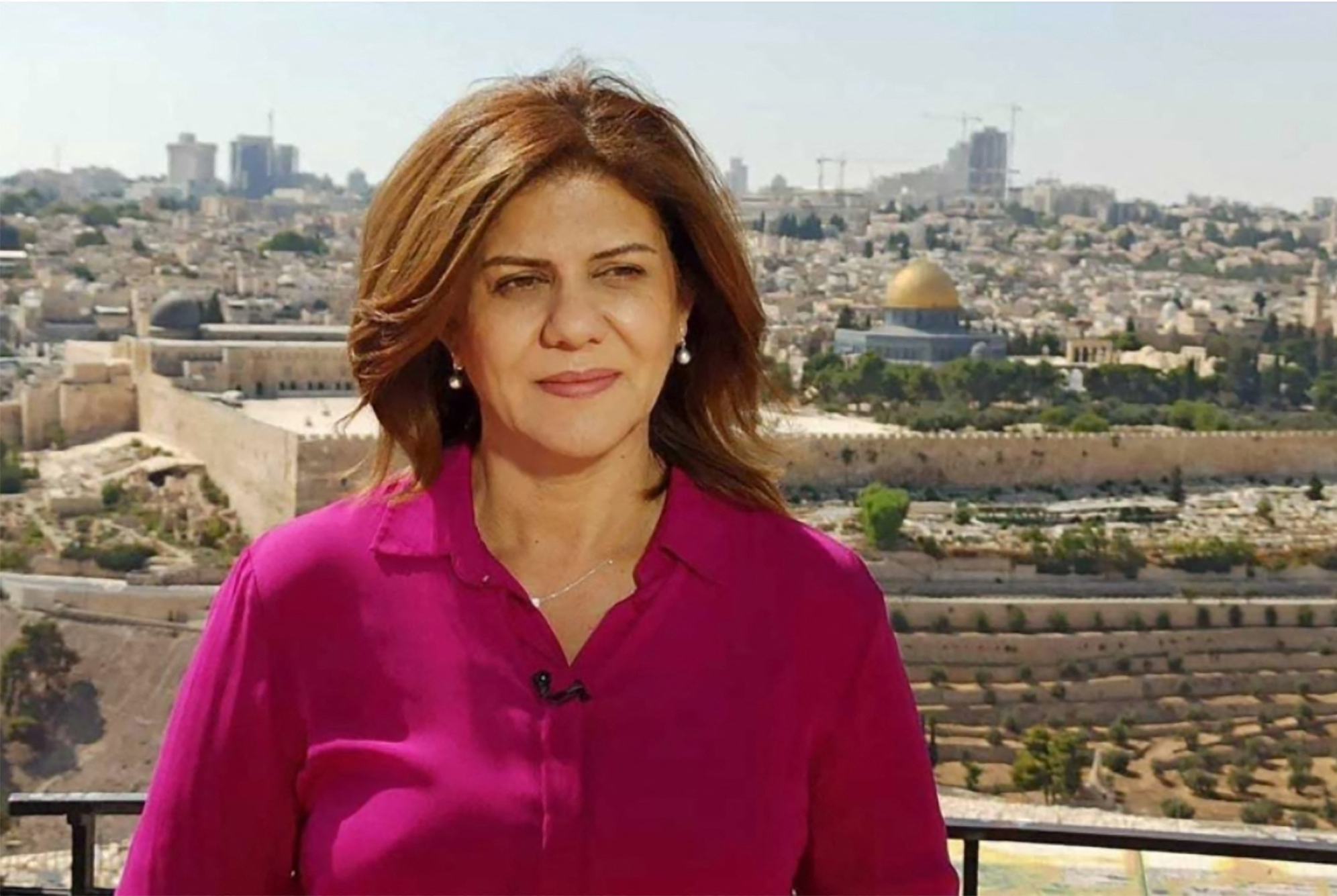
Shireen Abu Akleh

Shireen Nasri Antun Abu Akleh (arabisch شيرين نصري أنطون أبو عاقلة, DMG Šīrīn Abū ʿĀqila; auch Schirin Abu Akle; * 3. April 1971 in Jerusalem; † 11. Mai 2022 in Dschenin) war eine palästinensisch-amerikanische Journalistin. Sie arbeitete 25 Jahre lang als Reporterin für den arabischsprachigen Sender Al Jazeera, bevor sie am 11. Mai 2022 bei der Berichterstattung über eine Operation der israelischen Armee in Dschenin im Westjordanland durch einen Schuss getötet wurde. Für ihren Tod machten einander Palästinenser und Israelis zunächst gegenseitig verantwortlich; unabhängige Untersuchungen öffentlich zugänglicher Informationen deuteten darauf hin, dass Abu Akleh von israelischen Soldaten erschossen wurde. Das israelische Militär erklärte nach einer internen Untersuchung, Abu Akleh sei mit hoher Wahrscheinlichkeit durch Schüsse des israelischen Militärs getroffen worden, sah aber keinen Hinweis auf eine Straftat. Israel leitete keine strafrechtlichen Ermittlungen ein.

## Frühes Leben und Ausbildung
Abu Akleh wurde 1971 in Jerusalem geboren. Ihre Familie gehört zur arabisch-christlichen Minderheit. Sie besuchte die Sekundarschule in Beit Hanina und studierte anschließend zunächst Architektur an der Jordanischen Universität für Wissenschaft und Technologie. Später wechselte sie an die Yarmuk-Universität in Jordanien, wo sie einen Bachelor in Printjournalismus erwarb. Nach ihrem Abschluss kehrte Abu Akleh in die Palästinensischen Autonomiegebiete zurück.

## Karriere
Abu Akleh arbeitete als Journalistin für Radio Monte Carlo und für die Stimme Palästinas, außerdem arbeitete sie für das Hilfswerk der Vereinten Nationen für Palästina-Flüchtlinge im Nahen Osten (UNRWA), den Amman Satellite Channel und die 1998 von Hanan Aschrawi gegründete palästinensische Initiative zur Förderung von globalem Dialog und Demokratie (MIFTAH). Sie arbeitete von 1997 bis zu ihrem Tod als Journalistin für den Nachrichtensender Al Jazeera und wurde als Reporterin des arabischsprachigen Programms bekannt. Laut Inga Rogg, der Israel-Korrespondentin der Neuen Zürcher Zeitung, war Abu Akleh die berühmteste palästinensische Journalistin in der Konfliktregion. Der US-amerikanische Nachrichtensender CNN zählte sie zu den „bedeutendsten Journalisten der arabischen Welt“.
Sie lebte und arbeitete in Ostjerusalem und berichtete über wichtige regionale Ereignisse. So berichtete sie unter anderem über die Zweite Intifada, den Einmarsch des israelischen Militärs in das Flüchtlingslager in Dschenin im Jahr 2002, den Tod von Jassir Arafat und über israelische Politik.

## Tod
Das palästinensische Gesundheitsministerium gab am 11. Mai 2022 bekannt, Abu Akleh sei erschossen worden, als sie über einen Einsatz des israelischen Militärs in einem Flüchtlingslager in Dschenin berichtete. Über die Hintergründe dieses Einsatzes gab die israelische Armee kaum Informationen; angenommen wird, dass ein Zusammenhang mit Terroranschlägen im April und Mai 2022 besteht, die von Tätern aus dem Raum Dschenin verübt wurden. Abu Akleh meldete sich letztmals um 6.13 Uhr bei ihrer Redaktion und teilte mit, sie sei auf dem Weg nach Dschenin. Abu Akleh trug einen Helm und eine Splitterschutzweste, die sie als Pressevertreterin kenntlich machten. Sie erlitt einen Kopfschuss und wurde in das Ibn-Sina-Krankenhaus gebracht, wo sie um 7.15 Uhr für tot erklärt wurde. Die israelische Militärführung ändert ihre Argumentation. In einer Stellungnahme vier Monate nach dem Vorfall erklärt sie: Abu Akleh sei höchstwahrscheinlich „versehentlich“ getroffen worden „während eines Schusswechsels, bei dem lebensgefährliche, weitreichende und wahllose Schüsse auf IDF-Soldaten gefeuert wurden []– auch aus dem Gebiet, in dem sich Frau Shireen Abu Akleh aufhielt“. Ein Video zeigt, dass vor Shireen Abu Aklehs Tod keine Schüsse zu hören waren. Der Forensiker Dirk Labudde von der Hochschule Mittweida rekonstruierte das Geschehen anhand von Drohnen-Aufnahmen und kam zum Schluss: „Sowohl unsere Modellierung und Nachstellung als auch das Modell, was durch Forensic Architecture erstellt wurde, kommt zu der gleichen Aussage, dass also die Person ist beobachtbar. Die Weste ist beobachtbar, der Schriftzug, der Schriftzug ist beobachtbar und auch die Möglichkeit, einen Schuss abzugeben, der zur Tötung führt, in beiden Studien als positiv beurteilt.“
Ali al-Samoudi, einem Journalisten der Zeitung Al-Quds, wurde bei dem Vorfall in den Rücken geschossen; er überlebte jedoch. Zwei weitere Palästinenser wurden verletzt in ein Krankenhaus gebracht.

### Palästinensische Ermittlungen
Die Autopsie Shireen Abu Aklehs wurde im Pathologischen Institut der Universität Nablus durchgeführt. Das tödliche Geschoss stammte aus einer Patrone des Typs 5,56 × 45 mm NATO. Diese Munitionsart wird sowohl von Palästinensern als auch von israelischen Einheiten genutzt. Die palästinensischen Ermittler erklärten in einer vorläufigen Stellungnahme, es sei unmöglich, festzustellen, ob der Schuss von einem israelischen Soldaten oder einem Palästinenser abgefeuert worden sei. Jedoch sei Abu Akleh nicht aus unmittelbarer Nähe erschossen worden.
Die palästinensischen Ermittler lehnen eine gemeinsame Untersuchung mit den israelischen Behörden ab; nach israelischen Presseberichten vermitteln die Vereinigten Staaten zwischen beiden Seiten. Am 2. Juli 2022 gab der palästinensische Generalstaatsanwalt Akram Chatib bekannt, dass die tödliche Kugel zur Untersuchung an Rechtsmediziner der Vereinigten Staaten übergeben worden sei. Dort konnte man aus der Kugel keine Rückschlüsse auf den Urheber ziehen, teilte jedoch mit, dass man davon ausgehe, dass wahrscheinlich Schüsse der israelischen Streitkräfte für den Tod verantwortlich waren.

### Israelische Angaben und interne „operative Untersuchung“ des israelischen Militärs
Die israelischen Behörden haben zum Tod Abu Aklehs weder strafrechtliche Ermittlungen eingeleitet noch Anklagen erhoben (Stand: November 2022).
Das israelische Militär leitete kurz nach dem Tod Abu Aklehs eine interne „operative Untersuchung“ ein und erklärte nach deren Abschluss im September 2022, dass keine eindeutige Bestimmung der Quelle der Schüsse möglich sei, die Abu Aklehs getroffen hatten. Die Erklärung des Militärs räumte zwar ein, dass Abu Aklehs mit „hoher Wahrscheinlichkeit“ und „versehentlich“ von Schüssen des israelischen Militärs getroffen worden sei, dass aber keine Befunde vorliegen würden, die die Einleitung einer Untersuchung durch die Militärpolizei rechtfertigen würden. Nach israelischen Angaben waren somit die tödlichen Schüsse auf Abu Akleh auch nach Abschluss der internen Untersuchung des israelischen Militärs nicht eindeutig zuzuordnen. Strafrechtliche Ermittlungen sollten nicht eingeleitet werden. Nach Darstellung des israelischen Militärs blieb eine Möglichkeit fortbestehen, dass die Schüsse von bewaffneten Palästinensern abgegeben worden waren. Wörtlich sagte der Generalstaatsanwalt des israelischen Militärs: „Es gibt keinen Verdacht auf eine Straftat“.
Erste Darstellungen des israelischen Militärs hatten davon gesprochen, dass davon auszugehen sei, dass Abu Akleh nicht durch Schüsse des israelischen Militärs getötet wurde. Israelische Einheiten im Flüchtlingslager von Dschenin seien unter Beschuss geraten und mit Explosivmaterialien beworfen worden. Daraufhin hätten Angehörige der Spezialeinheit Jechidat Duvdevan den Beschuss erwidert. Das israelische Militär prüfe die Möglichkeit, dass Abu Akleh von Schüssen palästinensischer Bewaffneter getroffen wurden. Bereits am Tag der Tötung Abu Aklehs hatte die israelische Regierung ein Video verbreitet, das einen vermummten Palästinenser zeigen soll, der mit einem Maschinengewehr um sich schießt. Nach Recherchen von B’Tselem und Haaretz wurde dieses Video jedoch mehrere hundert Meter entfernt vom Tatort aufgenommen. Zudem befinden sich zwischen beiden Orten mehrere Gebäude. Im weiteren Verlauf gab ein Vertreter des israelischen Militärs an, man könne derzeit nicht feststellen, wer für den Tod Abu Aklehs verantwortlich sei.
Am 12. Mai informierte ein Mitarbeiter der Israelischen Verteidigungsstreitkräfte (IDF), der anonym blieb, die Presse über die laufenden internen Untersuchungen des israelischen Militärs. Das israelische Militär untersuche die Möglichkeit, dass Shireen Abu Akleh von einer israelischen Kugel getroffen worden sei. Dazu würden drei Schusswechsel durch das israelische Militär analysiert. Die internen Ermittlungen des israelischen Militärs konzentrierten sich auf einen Vorfall, der sich etwa 150 Meter entfernt von dem Ort, wo sich Abu Akleh befand, auf einer Straße ereignet habe: Ein Fahrzeug des israelischen Militärs sei von einem oder mehreren militanten Palästinensern beschossen worden. Die Soldaten hätten aus dem Fahrzeug heraus das Feuer erwidert. Ein Soldat habe bei klarer Sicht mit einem M16-Sturmgewehr auf einen Kämpfer geschossen. Untersucht werde, wo genau sich die Journalistin in diesem Moment befunden habe. Am 19. Mai wurde gemeldet, dass das israelische Militär die Waffe eines Soldaten identifiziert habe, mit der Abu Akleh möglicherweise erschossen worden ist. Um diesen Sachverhalt zu klären, sei aber eine forensische Untersuchung der Kugel notwendig.

### US-amerikanische Ermittlungen
Die US-amerikanische Bundespolizei (FBI) wollte israelischen Medienberichten des Novembers 2022 zufolge eine Untersuchung der Todesumstände der Journalistin einleiten. Der israelische Verteidigungsminister Benny Gantz kündigte an, dass Israel einer externen Untersuchung die Zusammenarbeit verweigern werde. Gantz bezeichnete die Entscheidung des US-amerikanischen Justizministeriums als „Fehler“. Aktuell hat das FBI keinerlei Ergebnisse seiner Ermittlungen veröffentlicht. Das Komitee zum Schutz von Journalisten forderte daher im Mai 2024, zwei Jahre nach Abu Aklehs Tod, die Behörde öffentlich dazu auf, einen Zeitplan zur Beendigung der Ermittlungen vorzulegen.

### Nichtstaatliche und internationale Untersuchungen
Das journalistische Recherchenetzwerk Bellingcat ließ unmittelbar nach Abu Aklehs Tod öffentlich zugängliche Video- und Audioaufnahmen analysieren. In den am 14. Mai 2022 veröffentlichten Ergebnissen kam Bellingcat zu dem Schluss, dass das ausgewertete Material zwar nicht den genauen Schuss oder den exakten Moment des Todesschusses zu bestimmen gestatte, aber konsistent mit den Aussagen der als Augenzeugen am Vorfall beteiligten arabischen Journalisten sei, denen zufolge der tödliche Schuss sowie die anschließenden Schüsse auf Personen, die Abu Akleh zu Hilfe kommen wollten, vom israelischen Militär abgegeben worden seien. Dafür sprächen der aus den Aufnahmen rekonstruierbare zeitliche und geographische Ablauf der israelischen Militäroperation, insbesondere der Standorte von Soldaten, palästinensischen Kämpfern und Journalisten, sowie forensische Untersuchungen der Tonspuren und der darauf zu hörenden Schüsse.
Eine unabhängige Untersuchung der New York Times ergab, dass der tödliche Schuss wahrscheinlich durch einen Elitesoldaten aus einem israelischen Fahrzeug abgegeben wurde. Untersuchungen der Associated Press und der Washington Post kamen ebenfalls zum Schluss, Abu Akleh sei wahrscheinlich vom israelischen Militär erschossen worden.
Laut CNN legen Videos sowie Aussagen von Augenzeugen und Experten nahe, dass Abu Akleh bei einem gezielten Angriff der israelischen Streitkräfte erschossen wurde. Am 25. Juni 2022 gab das Büro des Hohen Kommissars für Menschenrechte der Vereinten Nationen bekannt, dass auch nach seiner Auswertung der Informationen des israelischen Militärs und der palästinensischen Generalstaatsanwaltschaft die Schüsse, die Abu Akleh getötet und ihren Kollegen Ali Sammoudi verletzt hatten, von israelischen Sicherheitskräften und nicht von Palästinensern abgegeben worden seien.
Eine Dokumentation mit dem Titel Who Killed Shireen?, veröffentlicht von Zeteo im Mai 2025, identifizierte Shireens Mörder als den israelischen Soldaten Alon Scagio von der Duvdevan-Einheit, der am 27. Juni 2024 im Alter von 22 Jahren bei einem Sprengstoffanschlag am Straßenrand in Dschenin im Kampf getötet wurde. Israel hätte sofort gewusst, dass einer seiner Soldaten auf Shireen geschossen hatte, obwohl öffentlich versucht wurde, den Vorfall den Palästinensern anzulasten. Der Film behauptet außerdem, dass die US-Ermittlung zu dem Schluss kam, dass Shireen absichtlich erschossen wurde, dieser Befund jedoch von der Biden-Regierung zurückgewiesen wurde. Laut in der Dokumentation befragten israelischen Soldaten benutzten Scagios Kameraden anschließend Shireens Bild als Zielscheibe.

### Reaktionen
Auf Grund interner Informationen und Aussagen bei dem Vorfall anwesender anderer Journalisten beschuldigte Al Jazeera das israelische Militär, für die Erschießung der Journalistin verantwortlich zu sein. Der Büroleiter von Al Jazeera in Ramallah, Walid Al-Omari, erklärte, es seien keine Schüsse von palästinensischen Bewaffneten gefallen. Der Sender stützte sich dabei auf die Aussagen des bei dem Vorfall verletzten al-Samoudi.
Die bei dem Einsatz ebenfalls anwesende palästinensische Journalistin Shatha Hanaysha sagte, das Feuer auf die Journalistengruppe sei von Scharfschützen gekommen. Abu Akleh sei gezielt getötet worden. Al Jazeera bezeichnete die Erschießung von Abu Akleh als ein entsetzliches Verbrechen, das gegen internationale Normen verstoße und „kaltblütig“ begangen worden sei. Der Geschäftsführer des Senders, Giles Trendle, erklärte, dass der Sender „schockiert und betrübt“ über den Tod von Abu Akleh sei, und forderte eine transparente Untersuchung. Das Emirat Katar machte sich die Sicht des dort ansässigen Senders Al Jazeera zu eigen; das Außenministerium verurteilte „die Ermordung (der Journalistin) durch israelische Besatzungstruppen.“
Mahmud Abbas, Präsident der Palästinensischen Autonomiebehörde, erklärte, dass er die vollständige Verantwortung für den Tod von Abu Akleh bei den israelischen Streitkräften sehe, und bezeichnete diesen als „kaltblütigen Mord“. Hussein al-Sheikh, Minister der palästinensischen Autonomiebehörde, twitterte, dass dies ein Verbrechen sei, um das Wort zum Schweigen zu bringen, und die Wahrheit durch Kugeln der israelischen Besatzer ermordet worden sei. Der israelische Premierminister Naftali Bennett warf der palästinensischen Regierung vor, vorschnell Israel zu beschuldigen und eine Untersuchung der Vorfälle zu behindern.
Tom Nides, der amerikanische Botschafter in Israel, forderte eine gründliche Untersuchung der Umstände ihres Todes. Die Generaldirektorin der UNESCO, Audrey Azoulay, erklärte, die Tötung einer eindeutig als solche erkennbaren Pressevertreterin in einem Konfliktgebiet verletze das Völkerrecht. Dieses Verbrechen müsse untersucht und die Verantwortlichen vor Gericht gestellt werden. Der Generalsekretär von Reporter ohne Grenzen, Christophe Deloire, sprach von einem „offensichtlichen Bruch mit der Genfer Konvention“ und forderte eine internationale, unabhängige Untersuchung. Auch der Sicherheitsrat der Vereinten Nationen verurteilte die Tat und forderte eine sofortige und vollständige Untersuchung zu ihrer Aufklärung.

## Begräbnis
Nachdem am Donnerstag, dem 12. Mai, eine Trauerfeier der Palästinensischen Autonomiebehörde in Ramallah stattgefunden hatte, wurde Shireen Abu Akleh am 13. Mai beerdigt. Tausende Palästinenser schlossen sich dem Trauerzug an. Es kam zu Zusammenstößen zwischen der Trauergemeinde und israelischer Polizei. Die Polizei hatte vorgegeben, dass der Sarg vom Saint Joseph’s Hospital aus mit einem Leichenwagen zum Jaffator transportiert werden sollte, von wo aus der Trauerzug starten sollte. Nach Darstellung der Polizei versuchten Randalierer eine improvisierte Prozession mit dem Sarg vom Saint Joseph’s Hospital aus zum Friedhof durchzusetzen (also durch den Stadtteil Scheich Dscharrah), entgegen der vorherigen Absprache zwischen der Familie Abu Aklehs und den Behörden; dabei seien Beamte mit Steinen und anderen Objekten beworfen worden. Shireen Abu Aklehs Bruder Anton dementierte hingegen gegenüber der Nachrichtenagentur AFP die Existenz einer Vereinbarung mit der Polizei. Die israelischen Beamten zerstreuten die Menge, wobei sie auch Blendgranaten einsetzten, und verhafteten sechs Personen. Sie griffen dabei, wie auf den weltweit verbreiteten Fernsehbildern zu sehen war, auch die Personen an, die den Sarg trugen. Der Sarg fiel dabei beinahe zu Boden.
Der Trauergottesdienst fand in der melkitischen Mariä-Verkündigungs-Kathedrale im Christlichen Viertel der Jerusalemer Altstadt statt. Von dort aus wurde der Sarg in einer Prozession zum nahegelegenen Zionsberg getragen, wo Shireen Abu Akleh neben dem Grab ihrer Eltern beigesetzt wurde.
Der Generalsekretär der Vereinten Nationen, António Guterres, ließ über einen Sprecher verlauten, er sei „tief verstört“ über das Verhalten einiger israelischer Polizisten. Der Außenbeauftragte der Europäischen Union, Josep Borrell, beklagte die „unverhältnismäßige Anwendung von Gewalt und das respektlose Verhalten der israelischen Polizei gegenüber den Teilnehmern des Trauerzuges“. US-Außenminister Antony Blinken erklärte, er sei „zutiefst beunruhigt“ gewesen, als er die Bilder vom Eindringen der israelischen Polizei in den Trauerzug gesehen habe. Die israelische Polizei kündigte am 14. Mai eine Untersuchung zum Einsatz des Vortages an.

## Auszeichnungen
- International Womans Media Association "Courage in Journalism Awards 2023".[51]

## Gedächtnis
- Am 28. Juni 2022 zelebrierte die sich als „Journalistenkirche“ positionierende St.-Bride’s-Kirche in London zusätzlich zu ihren allgemeinen Gedenkgottesdienst im November für alle in Berufsausübung getöteten Medienmitarbeiter einen Gedenkgottesdienst für Shireen Abu Akleh.[52][53][54]
- Am 10. August 2022 hat die Stadt Ramallah die zum Al Jazeera-Büro führende Straße nach Shireen Abu Akleh umbenannt.[55]
- Im Oktober 2023 zerstörte das israelische Militär ein Denkmal für Abu Akleh in Dschenin.[56]
- Die palästinensische Koalition für Rechenschaftspflicht und Integrität (AMAN) schrieb 2022 erstmals einen „Shireen-Abu-Akleh-Preis für investigative Berichte“ mit drei Kategorien aus:
  1. Beamte und Bedienstete der Kommunalverwaltungen, die Korruption melden oder das Antikorruptionssystem fördern
  2. Medienmitarbeiter, die über Korruption investigativ berichten
  3. Forscher, die Arbeiten über das Integritäts- und Antikorruptionssystem verfassen.[57]
- Die Schule für Journalismus und Kommunikation der Carleton University in Ottawa startete mit einem Festakt am 22. September 2023 einen nach Shireen Abu Akleh benannten Nachwuchspreis für Journalismus für soziale Gerechtigkeit.[58]
- Die Universität Bir Zait im Westjordanland hat 2023 erstmals den jährlichen Shireen-Abu-Akleh-Preis für herausragende Leistungen im Medienbereich ausgeschrieben, der an palästinensische Journalisten und Reporter verliehen wird, die über das Leben unter israelischer Besatzung berichten.[59]
- Am 9. Mai 2024 veranstaltete das Arabische Zentrum in Washington DC zum zweiten Mal ein jährliches Gedächtnissymposium, auf dem die schwierigen Arbeitsbedingungen von Journalisten diskutiert wurden, die über Palästina berichten[60][61]. Neben arabischen Medienmitarbeitern sprach auch der demokratische Senator Chris Van Hollen.[62]
- die Internationale Journalistenföderation (IFJ) und die Internationale Union der Frankophonen Presse (UPF) vergeben im Dezember 2024 erstmals einen mit 5.000 Euro ausgelobten, nach Shireen Abu Akleh benannten Preis für im Journalismus tätige Frauen „als Reaktion auf die zunehmende Bedrohung und Gefährdung von Journalistinnen“, der Tapferkeit und Bestimmtheit von Journalistinnen anerkennen soll.[63][64]
- Am 22. September 2024 stürmte die israelische Armee die Redaktionsräume von Al Jazeera im Westjordanland, um das Redaktionsbüro zu schließen. Ein Gericht in Tel-Aviv hatte Ende Juli aufgrund eines erst kurz zuvor erlassenen Gesetzes auf Antrag der israelischen Regierung die Schließung für 45 Tage verfügt, weil die Berichterstattung von Al Jazeera Israels nationale Sicherheit gefährde. Bei der Militäraktion entfernten die Soldaten nach Angaben des katarischen Senders auch ein an der Front des Gebäudes hängendes Gedenkplakat.[65]